# Gesten Sogn
Gesten Sogn ist eine Kirchspielsgemeinde (dän.: Sogn)  im südlichen Dänemark. Bis 1970 gehörte sie zur Harde Anst Herred im damaligen Ribe Amt, danach zur Vejen Kommune im erweiterten Ribe Amt, die im Zuge der  Kommunalreform zum 1. Januar 2007 in der „neuen“  Vejen Kommune in der Region Syddanmark aufgegangen ist.
Im Kirchspiel leben 1525 Einwohner, davon 898 im Kirchdorf (Stand:1. Januar 2023). Im Kirchspiel liegt die Kirche „Gesten Kirke“.
Nachbargemeinden sind  im Süden Andst Sogn, im Südwesten Vejen Sogn, im Westen Læborg Sogn.im Nordwesten Bække Sogn und im Norden Veerst Sogn, sowie im Osten  Lejrskov Sogn in der Nachbarkommune Kolding.